# Viêm tụy
Viêm tụy là một tình trạng đặc trưng bởi viêm ở tụy. Tuyến tụy là một cơ quan lớn phía sau dạ dày sản xuất các enzyme tiêu hóa và một số hormone. Có hai loại chính, viêm tụy cấp và viêm tụy mãn tính. Các dấu hiệu và triệu chứng của viêm tụy bao gồm đau bụng trên, buồn nôn và nôn. Cơn đau thường đi vào lưng và thường nặng. Trong viêm tụy cấp có thể xảy ra sốt và các triệu chứng thường hết sau vài ngày. Trong viêm tụy mãn tính giảm cân, phân béo và tiêu chảy có thể xảy ra. Các biến chứng có thể bao gồm nhiễm trùng, chảy máu, đái tháo đường hoặc các vấn đề với các cơ quan khác.
Hai nguyên nhân phổ biến nhất của viêm tụy cấp là sỏi túi mật chặn ống mật chung sau khi ống tụy đã nối; và sử dụng rượu nặng. Các nguyên nhân khác bao gồm chấn thương trực tiếp, một số loại thuốc, nhiễm trùng như quai bị và khối u. Viêm tụy mãn tính có thể phát triển do viêm tụy cấp. Nó phổ biến nhất là do sử dụng rượu nặng trong nhiều năm. Các nguyên nhân khác bao gồm nồng độ mỡ trong máu cao, calci máu cao, một số loại thuốc và một số rối loạn di truyền như xơ nang trong số những người khác. Hút thuốc làm tăng nguy cơ viêm tụy cấp và mãn tính. Chẩn đoán viêm tụy cấp dựa trên sự gia tăng gấp ba lần trong máu của amylase hoặc lipase. Trong viêm tụy mãn tính các xét nghiệm này có thể có trị số bình thường. Hình ảnh y tế như siêu âm và chụp CT cũng có thể hữu ích.
Viêm tụy cấp thường được điều trị bằng dung dịch tiêm tĩnh mạch, thuốc giảm đau và đôi khi là kháng sinh. Thông thường ăn và uống không được phép, và một ống thông mũi dạ dày được đặt trong dạ dày. Một thủ tục được gọi là nội soi ngược dòng qua nội soi (ERCP) có thể được thực hiện để kiểm tra ống mật chung và loại bỏ sỏi mật nếu có. Ở những người bị sỏi mật, túi mật cũng thường bị loại bỏ. Trong viêm tụy mãn tính, ngoài những điều trên, cho ăn tạm thời qua ống thông mũi dạ dày có thể được sử dụng để cung cấp đủ dinh dưỡng. Thay đổi chế độ ăn uống dài hạn và thay thế enzyme tuyến tụy có thể được áp dụng. Và đôi khi phẫu thuật được thực hiện để loại bỏ các bộ phận của tuyến tụy.
Trên toàn cầu, năm 2015 có khoảng 8,9 triệu trường hợp viêm tụy xảy ra. Điều này dẫn đến 132.700 cái chết, tăng từ 83.000 cái chết vào năm 1990. Viêm tụy cấp xảy ra ở khoảng 30 trên 100.000 người mỗi năm. Các trường hợp mới mắc viêm tụy mãn tính phát triển ở khoảng 8 trên 100.000 người mỗi năm và hiện đang ảnh hưởng đến khoảng 50 trên mỗi 100.000 người ở Hoa Kỳ. Chứng bệnh này phổ biến ở nam giới hơn nữ giới. Thông thường viêm tụy mãn tính bắt đầu ở độ tuổi từ 30 đến 40 trong khi nó hiếm gặp ở trẻ em. Viêm tụy cấp được mô tả lần đầu tiên khi khám nghiệm tử thi vào năm 1882 trong khi viêm tụy mãn tính được mô tả lần đầu tiên vào năm 1946.